# Zastrti zajedalec
Zastrti zajedalec (znanstveno ime Asterophora parasitica) je gliva iz rodu zajedalcev (Asterophora). Njena nespolna ali anamorfna oblika se imenuje Ugola baryana.

## Značilnosti
Klobuk doseže premer od 8 do 20 mm. Sprva je okrogel do izbočen, nato pa se splošči. V mladosti je bledo siv, v zrelosti postane rjavkast, včasih z lila odtenkom. Povrhnjica je gladka, prekrita s svilnatimi vlakni.
Lističi so debeli in široko razmaknjeni, belkaste do sivkasto rjave barve in se spuščajo navzdol po betu. Pogosto so slabo razviti in včasih na robu razcepljeni.
Bet meri od 10 do 40 mm v dolžino in 2 do 5 mm v širino. Njegova površina ima fina bela vlakna na sivkasto rjavi podlagi. S starostjo je izvotli.
Meso je tanko, belkaste do rjavkaste barve. Ima neprijeten vonj in mokast okus.

## Razširjenost in življenjski prostor
Zastrti zajedalec je saprofitski mikoparazit, ki raste v skupinah na propadajočih gobah družine golobičark, zlasti na črneči golobici, osmojeni golobici, modrolistni golobici, gostolistni golobici in redkeje na mlečnicah in mlečnikih, kot na primer na polstenem mlečniku.
Ta goba uspeva v vlažnih gozdovih s kislimi tlemi, redko nevtralnimi ali alkalnimi. V zahodni in srednji Evropi jo lahko najdemo predvsem v deževnih letih, od konca julija do konca oktobra. Prisotna je v zmernem podnebju v Srednji Ameriki, Severni Ameriki, Evropi in Mali Aziji.

## Mikroskopske značilnosti
Trosni odtis je bele barve. Trosi povezani s spolnim razmnoževanje so elipsaste oblike, gladki in merijo 5–7 x 3–4 μm. Značilnost rodu zajedavcev je da proizvajajo tudi nespolne trose - klamidospore, ki so vretenaste oblike, rjave barve, imajo debele stene in merijo 12–17 x 9–10 μm.

## Podobne vrste
- navadni zajedavec (Asterophora lycoperdoides) ima podoben življenjski slog, njegov klobuk je hitro prekrit s klamidosporami v obliki rjavega prahu in ima lističe, ki se ne zlahka odluščijo od klobuka.

## Uporabnost
Neužitna, oziroma njena užitnost ni znana.